# Кореличский район
Коре́личский райо́н (бел. Карэ́ліцкі раён) — административная единица на востоке Гродненской области Республики Беларусь. Административный центр — городской посёлок Кореличи.
Численность населения — 17 668 человек (на 1 января 2025 года).

## Административное устройство
В районе 9 сельсоветов:
- Еремичский
- Жуховичский
- Красненский
- Лукский
- Малюшичский
- Мирский
- Райцевский
- Турецкий
- Циринский

Упразднённые cельсоветы:
- Ворончанский

## География
Расположен на востоке Гродненской области. Площадь 1100 км² (15-е место среди районов). Район граничит с Новогрудским районом Гродненской области,Столбцовским районом, Несвижским районом Минской области и Барановичским районом Брестской области.
Значительная часть района занята Нёманской низиной, на западе района начинаются взгорья Новогрудской возвышенности, на юго-востоке плосковолнистая равнина. Среди полезных ископаемых на территории района есть 3 месторождения торфа с общими запасами 40,9 млн. тонн, в том числе месторождение Кореличи — 28,1 млн. тонн; 5 месторождений мела — 7,4 млн. тонн, в том числе месторождение Радунь — 5,6 млн. тонн; 3 месторождения кирпичной глины — 1,4 млн. тонн, в том числе месторождение Любно — 0,9 млн. м3, 3 месторождения строительного песка — 0,8 млн. м3. В границах района выявлена железная руда, которая в большей части находится около Мира.
Средняя температура в январе -6,3, в июле +17,8. Осадков около 660 мм в год. Вегетативный период 193 дня.
Основные реки — Неман, Сервеч, Уша.
Почвы сельскохозяйственных угодий дерново-подзолистые (60%), дерново-подзолистые временно затопляемые и увлажнённые (5,8%), торфяно-болотные (5,9%), аллювиальные (19,5%). Из минеральных почв 67,8% суглинковых, 24,2 супесчаных, 8% песчаных. Качественная оценка почвы в баллах: пахотных земель 48 (цена балла 0,39 ц/га урожая), кормовых угодий 45, всех сельскохозяйственных угодий 47. Под лесом около 19% территории.
Населяют район в основном белорусы (94,8%), русские (2,6%), поляки (1,7%) и другие (1,1%).

### Природа
На территории расположена Налибокская пуща.

## Геральдика
Герб и флаг учреждены Указом Президента Республики Беларусь от 1 декабря 2004 года № 590 и зарегистрированы в Государственном геральдическом регистре Республики Беларусь 16 декабря 2004 года № Б-23 и № Б-24. Одобрены решением Кореличского районного Совета депутатов от 26 июня 2003 года № 21.

## История
Район образован 15 января 1940 года как Валевковский (Валевский) (с центром в деревне Валевка) Барановичской области. 25 ноября 1940 года был преобразован в Кореличский. После упразднения Барановичской области в 1954 году район вошёл в состав Гродненской области. 17 декабря 1956 года был упразднён Мирский район, его территория вошла в Кореличский район. 30 апреля 1958 года деревня Кореличи преобразована в городской посёлок. 25 декабря 1962 года район был упразднён, его территория передана Новогрудскому району, 6 января 1965 года район восстановлен.
20 октября 1995 года административные единицы Кореличский район и посёлок Кореличи, имеющие общий административный центр, объединены в одну административную единицу — Кореличский район.

## Демография
Численность населения — 17 668 человек (на 1 января 2025 года), в том числе городское — 7 794 человек (Кореличи — 5 546 человек, Мир — 2 248 человек), сельское — 9 874 человек.
Население района составляет 18 376 человек, в том числе в городских условиях проживают 7 995 человек (на 1 января 2023 года).
| Численность населения (по годам) | Численность населения (по годам) | Численность населения (по годам) | Численность населения (по годам) | Численность населения (по годам) | Численность населения (по годам) | Численность населения (по годам) | Численность населения (по годам) | Численность населения (по годам) | Численность населения (по годам) |
| 1996                             | 2001                             | 2002                             | 2003                             | 2004                             | 2005                             | 2006                             | 2007                             | 2008                             | 2009                             |
| -------------------------------- | -------------------------------- | -------------------------------- | -------------------------------- | -------------------------------- | -------------------------------- | -------------------------------- | -------------------------------- | -------------------------------- | -------------------------------- |
| 32 800                           | ▼31 008                          | ▼30 365                          | ▼29 727                          | ▼28 945                          | ▼28 197                          | ▼27 364                          | ▼26 482                          | ▼25 564                          | ▼24 842                          |
| 2010                             | 2011                             | 2012                             | 2013                             | 2014                             | 2015                             | 2016                             | 2017                             | 2018                             | 2019                             |
| ▼24 033                          | ▼23 290                          | ▼22 597                          | ▼22 043                          | ▼21 552                          | ▼21 025                          | ▼20 520                          | ▼20 101                          | ▼19 691                          | ▼19 336                          |
| 2020                             | 2021                             | 2022                             | 2023                             | 2024                             | 2025                             |                                  |                                  |                                  |                                  |
|                                  |                                  |                                  | ▼18 376                          |                                  | ▼17 668                          |                                  |                                  |                                  |                                  |

| Национальный состав по переписи населения 2009 года | Национальный состав по переписи населения 2009 года | Национальный состав по переписи населения 2009 года |
| Народ                                               | Численность                                         | %                                                   |
| --------------------------------------------------- | --------------------------------------------------- | --------------------------------------------------- |
| Белорусы                                            | 22 865                                              | 94,76%                                              |
| Русские                                             | 631                                                 | 2,62%                                               |
| Поляки                                              | 375                                                 | 1,55%                                               |
| Украинцы                                            | 127                                                 | 0,53%                                               |
| Татары                                              | 30                                                  | 0,12%                                               |
| Армяне                                              | 28                                                  | 0,12%                                               |
| Чуваши                                              | 6                                                   | 0,02%                                               |
| Латыши                                              | 6                                                   | 0,02%                                               |
| Азербайджанцы                                       | 5                                                   | 0,02%                                               |

## Экономика
Среднемесячная номинальная начисленная заработная плата (до вычета подоходного налога и некоторых отчислений) в 2017 году в районе составила 601 рублей (около 300 долларов США). Район занял 13-е место в Гродненской области по уровню зарплаты (средняя зарплата по области — 703,2 рублей) и 92-е место в стране из 129 районов и городов областного подчинения.

### Сельское хозяйство
В районе действуют сельскохозяйственные предприятия «Маяк-Заполье», «Черняховский-Агро», «Царюка», «Малюшичи», «Цирин-Агро», «Свитязянка-2003», «Луки-Агро», «Жуховичи», «Племзавод „Кореличи“», «Птицефабрика „Красноармейская“».
Общая посевная площадь сельскохозяйственных культур в организациях района (без учёта фермерских и личных хозяйств населения) в 2017 году составила 42 508 га (425 км²). В 2017 году под зерновые и зернобобовые культуры было засеяно 21 006 га (6-е место в области), под лён — 1920 га (1-е место в области), под сахарную свеклу — 3720 га (3-е место в области), под кормовые культуры — 12 895 га.
Валовой сбор зерновых и зернобобовых культур в сельскохозяйственных организациях составил 137,4 тыс. т в 2015 году, 92,7 тыс. т в 2016 году, 101,9 тыс. т в 2017 году. По валовому сбору зерновых в 2017 году район занял 4-е место в Гродненской области. Средняя урожайность зерновых в 2017 году составила 48,5 ц/га (средняя по Гродненской области — 39,7 ц/га, по Республике Беларусь — 33,3 ц/га). По этому показателю район занимал 3-е место в Гродненской области. Валовой сбор свеклы сахарной в сельскохозяйственных организациях составил 153,3 тыс. т в 2016 году, 193,4 тыс. т в 2017 году. По валовому сбору сахарной свеклы в 2017 году район занял 2-е место в Гродненской области после Гродненского района. Средняя урожайность сахарной свеклы в 2017 году составила 520 ц/га (средняя по Гродненской области — 533 ц/га, по Республике Беларусь — 499 ц/га); по этому показателю район занял 4-е место в Гродненской области. В 2017 году в районе было собрано 1981 т льноволокна (урожайность — 10,3 ц/га).
На 1 января 2018 года в сельскохозяйственных организациях района (без учёта фермерских и личных хозяйств населения) содержалось 37,2 тыс. голов крупного рогатого скота, в том числе 13,1 тыс. коров, а также 35,9 тыс. свиней и 75,6 тыс. голов птицы. По поголовью крупного рогатого скота район занимает 9-е место в Гродненской области, по поголовью свиней — 7-е.
В 2017 году предприятия района произвели 12,2 тыс. т мяса (в живом весе), 77,9 тыс. т молока и 12,8 млн яиц. По производству мяса район занимает 9-е место в Гродненской области, по производству молока — 5-е. Средний удой молока с коровы — 5972 кг (средний показатель по Гродненской области — 5325 кг, по Республике Беларусь — 4989 кг); по этому показателю район занимает 4-е место в области.

### Промышленность
Промышленность района представлена ОАО «Кореличи-Лён» (первичная переработка льна), двумя филиалами ОАО «Гродненский ликёро-водочный завод» (Ворончанским и Мирским), Кореличским унитарным коммунальным предприятием бытового обслуживания населения, Кореличским РУП ЖКХ.

### Транспорт
Через район проходят автомагистрали на Минск, Гродно, Барановичи, Новогрудок, Любчу.

## Здравоохранение
В 2017 году в учреждениях Министерства здравоохранения Республики Беларусь в районе работало 62 практикующих врача и 214 средних медицинских работников. В пересчёте на 10 тысяч человек численность врачей — 31,5, численность средних медицинских работников — 108,7 (средние значения по Гродненской области — 48,6 и 126,9 на 10 тысяч человек соответственно, по Республике Беларусь — 40,5 и 121,3 на 10 тысяч человек). Число больничных коек в учреждениях здравоохранения района — 166 (в пересчёте на 10 тысяч человек — 84,3; средние показатели по Гродненской области — 81,5, по Республике Беларусь — 80,2).

## Образование
В 2017 году в районе насчитывалось 13 учреждений дошкольного образования (включая комплексы «детский сад — школа») с 0,6 тыс. детей. В 2017/2018 учебном году в районе действовало 15 учреждений общего среднего образования, в которых обучалось 1,7 тыс. учеников. Учебный процесс обеспечивали 335 учителей. В среднем на одного учителя приходилось 5,2 учеников (среднее значение по Гродненской области — 7,9, по Республике Беларусь — 8,7). Численность учеников на 1 учителя одна из самых низких в области.

## Культура
В районе действуют два музея — Замковый комплекс «Мир» и Кореличский районный краеведческий музей с численностью музейных предметов 1,8 и 9,2 тыс. единиц соответственно. В 2016 году замковый комплекс «Мир» посетили 285 тыс. человек (самый посещаемый музей Гродненской области), Кореличский районный краеведческий музей — 7,4 тыс. человек.
- Музей Игнатия Домейко в г. п. Мир

## Достопримечательности
- Дворцово-замковый комплекс XVI века в посёлке Мир.
- Городище и селище в Березовец (Замок Кмиты)
- Храм Покрова Пресвятой Богородицы в аг. Турец
- Медвядка — бывшее поместье Домейко во 2-й половине XVIII—XIX вв., около деревень Большая Медвядка и Малая Медвядка (Мирский сельсовет). Сохранился фундамент дома, в котором родился Игнатий Домейко, и семейный костёл (сейчас это православная церковь), а также установлены мемориальный камень и памятный бюст учёному[34].
- Деревянная Вознесенкая церковь, построенная в начале XIX века, в деревне Большая Медвядка (Мирский сельсовет).
- Улиточная ферма "Ratov" в деревне Долгиново Еремичского сельсовета.
- Памятник Яну Чечоту в Кореличах.

## Галерея

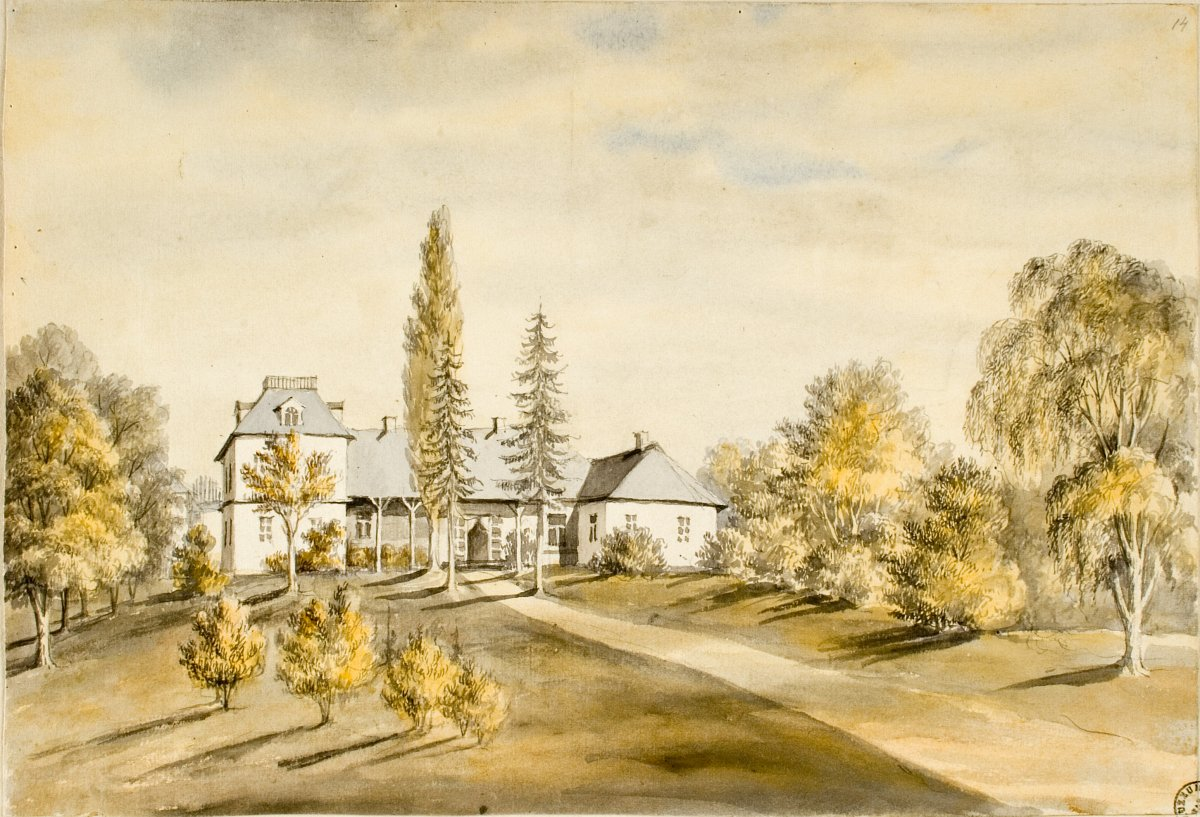
Поместье Медвядка на картине Н. Орды
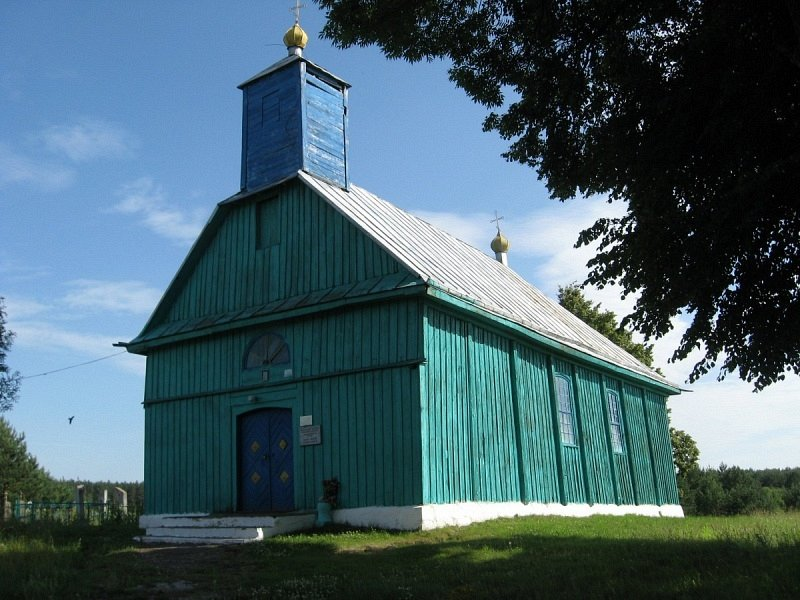
Свято-Вознесенская церковь  (XIX в.) в д. Большая Медвядка (Мирский сельсовет)
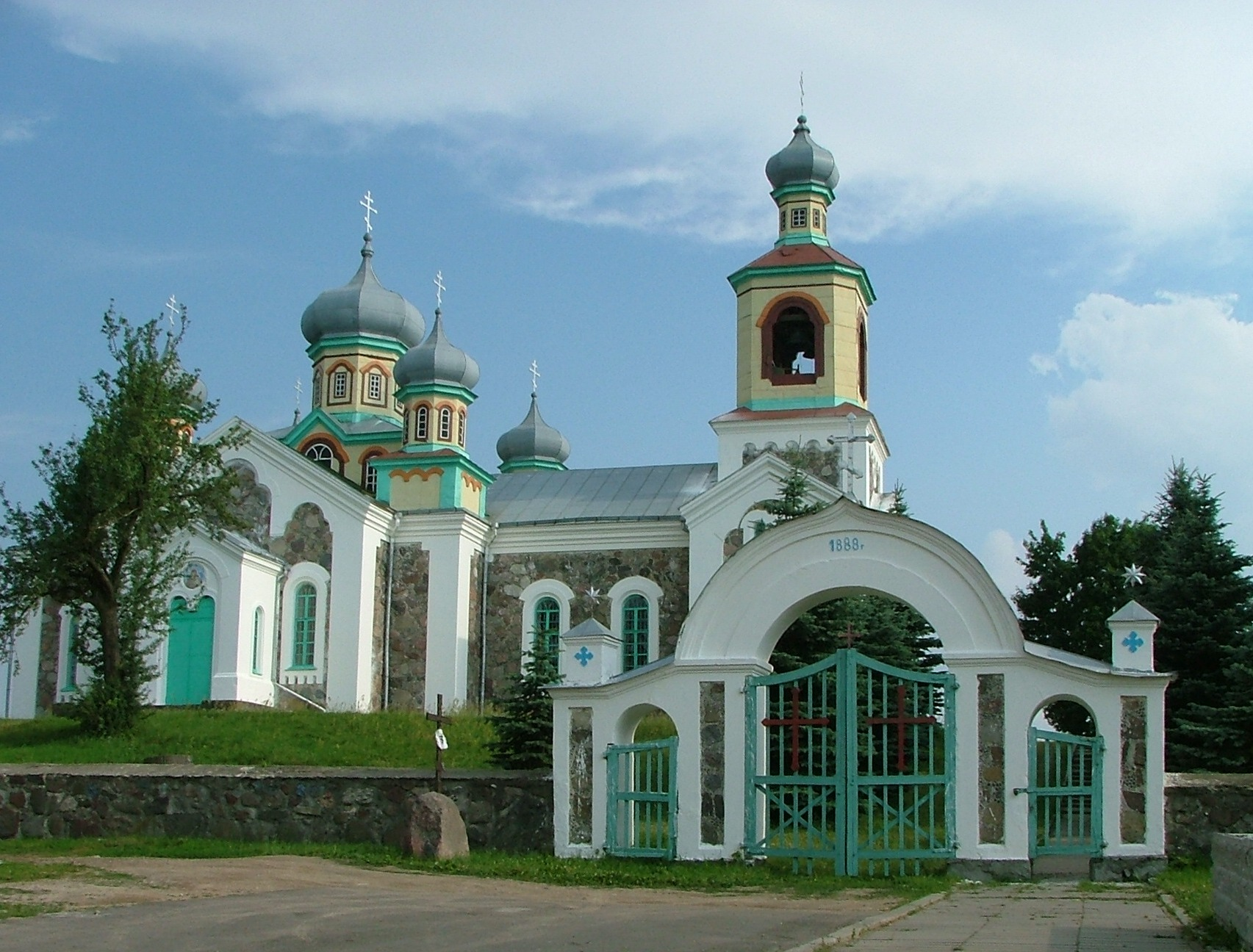
Храм Покрова Пресвятой Богородицы в аг. Турец